# Thạnh Trị (xã), Thạnh Trị
Thạnh Trị là một xã thuộc huyện Thạnh Trị, tỉnh Sóc Trăng, Việt Nam.

## Địa lý
Xã Thạnh Trị nằm ở trung tâm huyện Thạnh Trị, có vị trí địa lý:
- Phía đông giáp xã Tuân Tức
- Phía tây giáp xã Vĩnh Thành
- Phía nam giáp thị trấn Phú Lộc và thị trấn Hưng Lợi
- Phía bắc giáp xã Thạnh Tân.

Xã Thạnh Trị có diện tích 35,36 km², dân số năm 2022 là 13.028 người, mật độ dân số đạt 368 người/km².

## Hành chính
Xã Thạnh Trị được chia thành 9 ấp: 22, Mây Dốc, Rẫy Mới, Tà Điếp C1, Tà Điếp C2, Tà Lọt A, Tà Lọt C, Tà Niền, Trương Hiền.

## Lịch sử
Ngày 7 tháng 7 năm 1982, Hội đồng Bộ trưởng ban hành Quyết định số 111-HĐBT về việc thành lập xã Thạnh Tân trên cơ sở một phần của xã Thạnh Trị.
Ngày 16 tháng 9 năm 1989, Hội đồng Bộ trưởng ban hành Quyết định số 128-HĐBT. Lúc này, xã Thạnh Trị có 3.530,38 ha diện tích tự nhiên và 8.184 nhân khẩu.